# Mining of Mineral Deposits
Mining of Mineral Deposits (до 2016 року — «Розробка родовищ») — науковий журнал, що видається Національним технічним університетом «Дніпровська політехніка». Індексується у базах Web of Science та Scopus. За даними SJR є найвпливовішим українським науковим журналом в категоріях наук про Землю та інженерії.

## Загальна характеристика
Початки фахового періодичного видання «Розробка родовищ» сягають 2007 р.
Основні етапи розвитку цього проекту такі:
- У 2007-2012 рр. видавався Науково-технічний збірник «Школа підземної розробки».
- У 2013–2015 рр. цей Збірник видавався під назвою «Розробка родовищ». Станом на 2015 р. в цьому форматі вийшло друком 7 томів загальним обсягом понад 3000 сторінок.
- У 2016 р. періодичне видання реорганізовано — розширено редакційну колегію, змінено дизайн, вимоги до статей відповідають міжнародним (за Scopus).

Сучасний статус: видання «Розробка родовищ» включено до Переліку наукових фахових видань України (згідно з наказом МОН України № 455 від 15.04.2014 (додаток 5)).
У 2018 р. видання «Розробка родовищ» включено в базу WoS
1 березня 2019 року Журнал Mining of Mineral Deposits рекомендований Content Selection & Advisory Board до включення в наукометричну базу даних Scopus від Elsevier.
Cтатті журналу з 2016 р. видання індексуються в базі Scopus. З 2023 року журнал входить до квартилю Q1 в категорії «Engineering (miscellaneous)», з 2024 року — до квартилю Q1 в трьох категоріях: «Engineering (miscellaneous)» («Інженерія (різне)»), «Geochemistry and Petrology» («Геохімія та петрологія»), «Geotechnical Engineering and Engineering Geology» («Геотехнічна інженерія та інженерна геологія»).
На всіх етапах розвитку видання «Розробка родовищ» його головний редактор — Бондаренко Володимир Ілліч. Заступник головного редактора — Ковалевська Ірина Анатоліївна.
ISSN 2415-3443 (Он-лайн видання, первинне), ISSN 2415-3435 (друковане видання, вторинне).

## Засновник і співзасновники видання
Засновник — Національний гірничий університет, співзасновники — провідні вищі навчальні заклади та Інститути НАН України:
- Донбаський державний технічний університет,
- Донецький національний технічний університет,
- Івано-Франківський національний технічний університет нафти і газу,
- Криворізький національний університет,
- УкрНДМІ НАН України,
- Інститут геотехнічної механіки імені М. С. Полякова НАН України.

## Концепція, тематика і мета видання

«Розробка родовищ» — випуски 2014 і 2015 рр.

Концепція видання «Розробка родовищ» -
розкриття ключових проблем, з якими стикається сучасна гірничодобувна промисловість і сприяння вирішенню їх на основі фундаментальних і прикладних досліджень, включаючи розробку нових наукових підходів. Крім того, видання «Розробка родовищ» розглядається як один з інструментів підготовки, формування і постійного самовдосконалення вітчизняних спеціалістів найвищого рівня для університетів і підприємств, а також інструмент інтеграції української і світової «науки про Землю» та гірничих наук
Тематика: 
Розробка вугільних родовищ, розробка рудних родовищ, Розробка газових родовищ, Геомеханіка, Охорона праці, Екологія.
Збірник містить наступні розділи: «Розробка вугільних родовищ», «Геомеханіка», «Екологія», «Свердловинна геотехнологія» та «Охорона праці».
Мета видання -
обмін досвідом між провідними науковими і виробничими організаціями, отримання нових знань, координація та інтеграція наукових ідей у виробництво.

## Редакційна колегія
До первинної редакційної колегії увійшли відомі вчені України, Польщі, Німеччини, ПАР та ін., а саме академіки НАН України Г. Г. Півняк, А. Ф. Булат; чл.-кореспонденти НАН України Е. І. Крижанівський, О. А. Мінаєв, А. В. Анциферов, О. С. Бешта, Є. І. Єфремов; відомі доктори наук, професори як України, так і зарубіжжя.
Редакційна колегія станом на 2021 р.:
Бондаренко Володимир Ілліч (Головний редактор, Україна),
Ковалевська Ірина Анатоліївна (Заступник гол. ред., Україна),
Редакційна група:
- к.т.н., доц. Василь Лозинський (Відповідальний редактор, Україна),
- к.філол.н. Тетяна Введенська (Заступник відповідального редактора, Україна),
- асистент Катерина Сай (Редактор текстів англ. мовою, Україна).

Члени редакційної колегії:
- проф. Zacharias Agioutantis (Університет Кентуккі, США),
- проф. Victor Arad (Universitatea din Petrosani, Румунія),
- д-р. Manoj Namdeo Bagde (CSIR-Central Institute of Mining & Fuel Research, Індія),
- д.т.н., проф. Білецький Володимир Стефанович (Україна),
- д.т.н., проф. Булат Анатолій Федорович (Україна),
- проф. Frederick Cawood (Вітватерсрандський університет, ПАР),
- проф. Piotr Czaja (Гірничо-металургійна академія імені Станіслава Сташиця, Польща),
- д.т.н. Дичковський Роман Омелянович (Національний гірничий університет, Україна),
- д.т.н., проф. Гайко Геннадій Іванович (Україна),
- проф. Domingo Javier Carvajal Gomez (University of Huelva, Іспанія),
- д.т.н., проф. Гріньов Володимир Герасимович (Інститут фізики гірничих процесів НАН України, Україна),
- проф. Monika Hardygora (KGHM CUPRUM Research &Development Centre, Польща),
- д-р. Murat Karakus (The University of Adelaide, Австралія),
- проф. Vladislav Kecojevic (West Virginia University, США),
- проф. Karol Kostur (Technical University of Košice, Словаччина),
- д.т.н., проф. Крижанівський Євстахій Іванович (Україна),
- проф. Yueh-Heng Li (National Cheng Kung University, Тайвань),
- проф. Helmut Mischo (Technische Universitat Bergakademie Freiberg, ФРН),
- проф. Peter Moser (Montanuniversitaet Leoben, Австрія),
- проф. Baisheng Nie (China University of Mining and Technology, Китай),
- проф. Thomas Oommen (Michigan Technological University, США),
- проф. Morteza Osanloo (Amirkabir University of Technology, Іран),
- д.т.н., проф. Півняк Геннадій Григорович (Україна),
- проф. Stanislaw Prusek (Головний інститут гірництва Польщі, Польща),
- проф. Алекс Ременніков (University of Wollongong, Австралія),
- проф. Bozidar Šarler (University of Nova Gorica, Словенія),
- д.т.н., проф. Сдвижкова Олена Олександрівна (Україна),
- д.т.н., проф. Шашенко Олександр Миколайович (Україна),
- проф. Adam Smoliński (Головний інститут гірництва Польщі, Польща),
- проф. Krzysztof Stańczyk (Головний інститут гірництва Польщі, Польща),
- проф. Alexey Stovas (Norwegian University of Science and Technology, Норвегія),
- проф. Ступнік Микола Іванович (Україна),
- проф. John Sturgul (The University of Adelaide, Австралія),
- проф. Jialin Xu (China University of Mining and Technology, Китай)

## Наукометричні показники
- «Mining of Mineral Deposits» (MMD) було включено до бази даних Emerging Sources Citation Index (ESCI) [Архівовано 23 березня 2018 у Wayback Machine.], яка є частиною міжнародної наукометричної бази даних Web of Science Core Collection (WoS(CC)) [Архівовано 27 березня 2018 у Wayback Machine.]. Починаючи з січня 2017 року (випуск 11, номер 1), опубліковані статті занесені та проіндексовані у базі даних WoS(CC), що належить компанії Clarivate Analytics.
- З 2016 р. журнал індексується Ulrich's Periodicals Directory
- З 2013 р. журнал входить до бази WorldCat.
- З 2016 р. журнал зареєстровано в Academic Resource Index [Архівовано 8 квітня 2018 у Wayback Machine.].
- З 2018 р. видання Mining of Mineral Deposits (Розробка родовищ) включено в базу WoS[4].
- З 2019 р. видання Mining of Mineral Deposits (Розробка родовищ) включено в базу Scopus[9]

Станом на 2024 р. журнал Mining of Mineral Deposits має найвищий в Україні рейтинг: SJR 2024 — 0.986, квартиль Q1, h-index — 23.

## Сайт
Mining of Mineral Deposits [Архівовано 28 квітня 2016 у Wayback Machine.]